# Seeing Islam as Others Saw It
Seeing Islam As Others Saw It: A Survey and Evaluation of Christian, Jewish and Zoroastrian Writings on Early Islam (de la serie Studies in Late Antiquity and Early Islam) es un libro del especialista en Oriente Próximo Robert G. Hoyland.
La obra reúne una amplia colección de fuentes primarias en griego, siríaco, copto, armenio, latín, judías, persas y chinas escritas entre 620 y 780 d. C. en Oriente Próximo, que ofrecen una panorámica de testimonios oculares sobre los acontecimientos históricos del periodo formativo del islam.
El libro presenta el texto probatorio de más de 120 fuentes del siglo VII; una de ellas (Tomás el Presbítero) contiene lo que Hoyland considera la «primera referencia explícita a Mahoma en una fuente no musulmana»:

En el año 945, indicción 7, el viernes 7 de febrero (634) a la hora novena, hubo una batalla entre los romanos y los árabes de Mahoma (tayyaye d-Mhmt) en Palestina, a doce millas [19 km] al este de Gaza. Los romanos huyeron, dejando atrás al patricio Bryrdn, a quien mataron los árabes. Unos 4000 pobres campesinos de Palestina fueron muertos allí: cristianos, judíos y samaritanos. Los árabes asolaron toda la región.

Según Michael G. Morony, Hoyland subraya los paralelismos entre los relatos musulmanes y no musulmanes, destacando que los textos no musulmanes a menudo explican la misma historia que los musulmanes aunque fueron registrados antes. Concluye: «El tratamiento de los materiales por parte de Hoyland es juicioso, honesto, complejo y extremadamente útil».